# Jordbävningen utanför Japan 2006

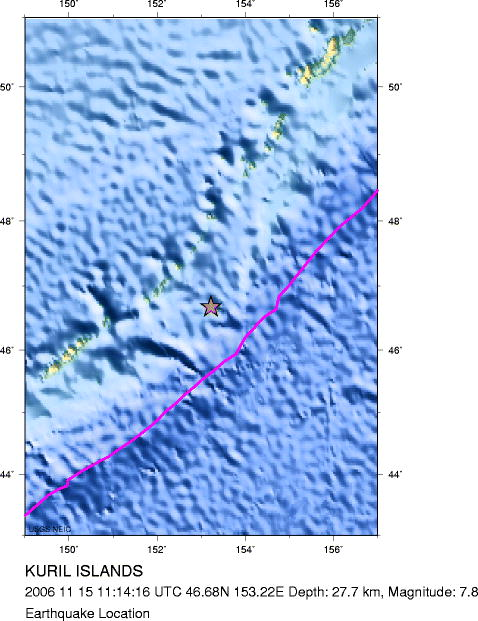
Karta över jordbävningens centrum

Jordbävningen utanför Japan 2006 inträffade klockan 22.14 lokal tid (11.14 UTC) den 15 november 2006 utanför ögruppen Kurilerna. Magnituden uppmättes till 8,3 på Richterskalan. Huvudskalvet följdes av ett tiotal efterskalv med magnituden från 6,5 och nedåt. Avståndet till den japanska nordön Hokkaido var cirka 800 kilometer.
De första vågorna träffade 21.30-tiden lokal tid (08.30 UTC) den lilla fiskestaden Nemuro på ön Hokkaido. Vågorna var små, endast omkring 40 centimeter höga.
Skalvet kändes i Misawa och Yokosuka i Japan samt i Petropavlovsk-Kamchatskiy i Ryssland. På Hawaii skadades en person av en 34 centimeter hög våg vid Waikiki i Honolulu, och en 88 centimeter hög våg översvämmade en parkeringsplats. En 176 centimeter hög våg förstörde två bryggor och skadade ytterligare minst en i Kalifornien.